# Archway (Antipodes)
Archway je udaljeni otok Novog Zelanda. Dio je otočja Antipodes i nalazi se sjeverozapadno od otoka Bollons.